# Меланія Трамп
Меланія Трамп (англ. Melania Trump), до шлюбу Кнавс (словен. Knavs; нар. 26 квітня 1970, Ново Место, СРС, СФРЮ) — словенська та американська фотомодель, підприємиця, ювелірка, 45-та та 47-ма перша леді США.
Меланія Кнавс виросла в Словенії (тоді була частиною Югославії) і працювала моделлю через агентства в європейських столицях моди, Мілані та Парижі, перш ніж переїхати до Нью-Йорка в 1996 році. Її представляли «Irene Marie Models» та «Trump Model Management». У 2005 році вона вступила в шлюб з забудовником і телеведучим Дональдом Трампом, у 2006 народила сина Беррона. Пізніше того ж року вона отримала громадянство США.

## Життєпис
Народилася 1970 року в Ново Место в Югославії.
Батько Віктор Кнавс працював у державному автосервісі й був членом комуністичної партії, за різними даними був водієм мера та потім шофером директора текстильної фабрики. Мати Амалія (до шлюбу Ульчник, Ulčnik) працювала на місцевій фабриці пошиття одягу.
Меланія має старшу на два роки сестру Інес Кнавс та зведеного брата по батьку Дениса, якого сестри ніколи не бачили. На початку 1990-х Меланія змінила прізвище на німецький манер Кнаусс та з сестрою Інес покинула Словенію, щоб побудувати кар'єру моделей у Мілані.
Батьки та сестра Меланії переїхали до США.
1985 року переїхала з сім'єю з Севниці до Любляни, де вступила до Люблянського університету за напрямком архітектури й дизайну. За рік покинула навчання. Дані її на персональному сайті про закінчену освіту виявилися неправдивими. Після розголосу цього факту журналом New York Magazine інформацію з сайту вилучили.

### Модельна кар'єра
Модельну кар'єру Меланія Кнавс почала у 16 років, виступала на показах Мілана та Парижа. Працювала як модель жанру «Ню» в різних виданнях.
1996 року переїхала до США.
Працюючи для журналу Allure, 1998 року познайомилася з Дональдом Трампом на вечірці, влаштованій Тижнем Моди в Нью-Йорку. Стосунки з ним зміцнилися, коли Меланія стала професійною моделлю і почала виступати в Нью-Йорку. Їхній зв'язок набув розголосу після успішного запуску бізнес-орієнтованого реаліті-шоу Трампа «The Apprentice», а також після виступу Кнавс з Трампом на радіошоу «The Howard Stern Show», де він повідомив про кохання свого життя. Зростання популярності Кнавс призвело до співпраці з британським журналом GQ, для якого вона позувала оголеною, також її фото було поміщено на обкладинку журналу за січень 2000 року.
Меланія Кнавс була на обкладинках таких видань, як Vogue, Harper's Bazaar, Ocean Drive, In Style, New York Magazine, Avenue, Allure, Vanity Fair, Self, Glamour, Elle, а 2000 року з'явилася у випуску Sports Illustrated Swimsuit Issue. Знялася у фільмі «Зразковий самець» 2001 року.

### Перша леді
Заручилася з Дональдом Трампом у 2004, одружилася 22 січня 2005 року в єпископальній церкві «Віфсаїда у моря» у Палм-Біч (Флорида). Серед гостей були Кеті Курік, Метт Лауер, Руді Джуліані, Стар Джонс, Барбара Волтерс, Реджіс Філбін, Келлі Ріпа і Біллі Джоел, Гілларі Клінтон. Церемонію широко висвітлювали медійні агентства.
20 березня 2006 року народила сина, Беррона Вільяма.
Після весілля виступила в телерекламі страхової корпорації Aflac.
У лютому 2010 року оголосила про запуск ювелірної колекції власного дизайну.
Влітку 2016 року під час президентської кампанії у США британське видання The Daily Mail звинуватило Меланію Трамп у тому, що вона займалася ескортом та проституцією. 2 вересня видання видалило публікацію і заявило, що істинність публікації не було підтверджено. У вересні Меланія Трамп подала в суд Меріленда, який відхилив заяву, мотивуючи це тим, що не в його компетенції розгляд справи, де замішані зарубіжні компанії. У лютому 2017 року вона зібрала новий пакет документів і передала їх до нью-йоркського суду. Моральну шкоду, завдану журналістами, вона оцінила у 150 мільйонів доларів.
18 липня 2016 року після виступу під час Національного з'їзду Республіканської партії Меланію Трамп звинуватили у плагіаті. Під час своєї промови вона використала кілька фраз Мішель Обами під час з'їзду Демократичної партії у 2008 році.

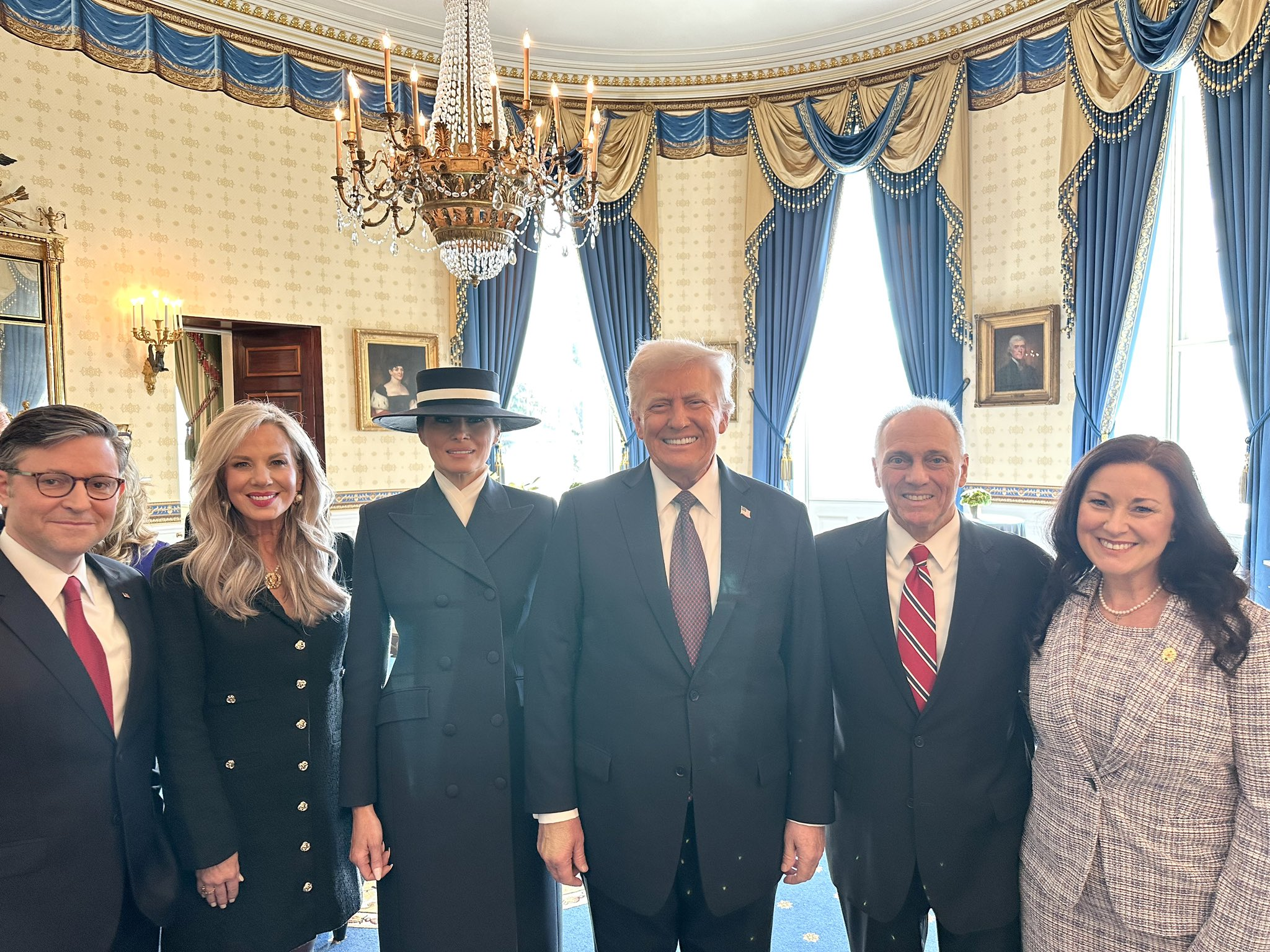
Меланія (зліва від Трампа), в Блакитній кімнаті незадовго до другої інавгурації свого чоловіка

20 січня 2025 року під час 60-ї інавгурації президента Сполучених Штатів Меланія стала другою першою леді, яка обіймала цю посаду двічі хоч і не поспіль, після Френсіс Клівленд. 
14 липня 2025 року за словами Трампа  він сказав її що  розмовляв з путіним і була чудова розмова на що вона відповіла що постраждало місто у України. 

## Особисте життя

### Релігія

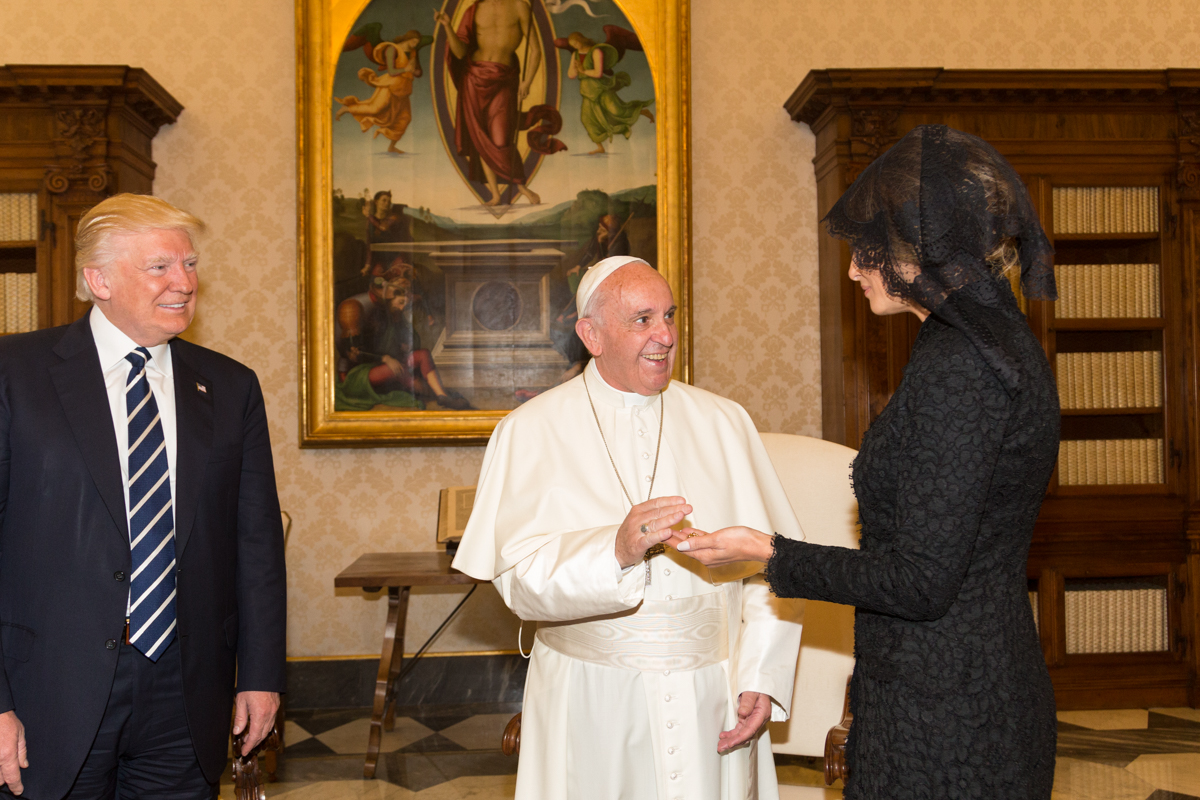
Меланія Трамп з Папою Франциском, Ватикан, травень 2017 року

Коли президент і перша леді відвідали Ватикан у травні 2017 року, вона зазначила, що є католичкою. Вона була першою католичкою, яка жила в Білому домі після президента Джона Ф. Кеннеді та його дружини Жаклін, і була другою першою леді США, яка сповідує католицизм. Коли вона відвідала Ватикан, Папа Франциск освятив її чотки, і вона поклала квіти до ніг статуї Діви Марії у ватиканській дитячій лікарні Бамбіно Джезу.

### Здоров'я
14 травня 2018 року вона пройшла емболізацію, яка є мініінвазивною процедурою, яка навмисно блокує кровоносну судину, з метою лікування доброякісного захворювання нирок. Процедура була успішною та без ускладнень.
У жовтні 2020 року і Дональд, і Меланія отримали позитивний результат на SARS-CoV-2. Меланія мала лише «легкі симптоми».